# Kamaka ukulele
Pour les articles homonymes, voir Kamaka.

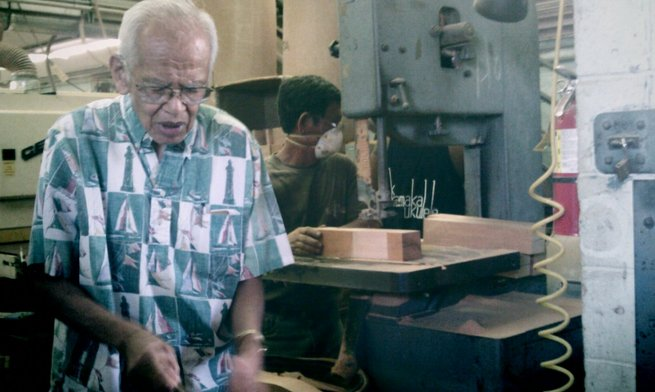
Visite de l'entreprise Kamaka Ukulele à Honolulu, guidée par Fred Kamaka Sr.

La société Kamaka Ukulele (qui a aussi été connue comme Kamaka and Sons, Kamaka Hawaii, Incorporated, ou simplement Kamaka) est basée à Honolulu, Hawaii, et construit des ukulélés.
Elle a été fondée en 1916 par Samuel Kamaka et est encore en activité, cent ans plus tard, en 2016,. C’est le premier atelier à fabriquer en 1928 des ukulélés pineapple ("ananas" en anglais), créés et brevetés par le fondateur. Cette marque est l’une des plus réputées dans les années 2010.